# Carl Christian Rafn
Carl Christian Rafn (ur. 16 stycznia 1795 w Brahesborgu, zm. 20 października 1864 w Kopenhadze) – duński historyk, tłumacz i antykwariusz. Był jednym z pierwszych zwolenników teorii o nordyckiej eksploracji Ameryki Północnej.

## Życiorys
Rafn urodził się w Brahesborgu na duńskiej wyspie Fionia. Po ukończeniu przykatedralnej szkoły w Odense, rozpoczął studia prawnicze na Uniwersytecie Kopenhaskim, gdzie już po półtora roku zdał państwowy egzamin i uzyskał dyplom (1816). Po zakończeniu nauki wstąpił do regimentu piechoty w Odense. W 1820 roku został nauczycielem języka łacińskiego w Akademii Wojskowej (Landkadetakademiet) w Kopenhadze.
Jednakże jego szczególne zainteresowanie budziła islandzka literatura, filozofia i język. W 1818 roku wysłał kilkanaście książek do Reykjavíku, by wspomóc powstającą tam Bibliotekę Narodową. W 1827 roku dzięki jego wsparciu powstała także biblioteka w Tórshavn na Wyspach Owczych, a w 1829 roku w Nuuk na Grenlandii. Założył ponadto wojskową bibliotekę w Odense.
W latach 1821–23 jako adiunkt miał okazję zapoznać się z kolekcją islandzkich manuskryptów Arnamagnæan. Wtedy też zaczął tłumaczyć z nich pierwsze teksty na język duński i norweski. Z uwagi na bogaty materiał źródłowy postanowił zachęcić innych badaczy do pomocy. W tym celu założył towarzystwo naukowe Det Kongelige Nordiske Oldskriftselskab (1825), które regularnie publikowało nordyckie teksty i zajmowało się badaniem obiektów archeologicznych. W 1826 roku Rafn został profesorem, a cztery lata później członkiem duńskiej komisji królewskiej ds. starożytności. W 1835 roku światowy rozgłos zyskała wydana przez niego książka Antiqvitates Americanæ, w której zebrał skandynawskie opowieści o wyprawach do Ameryki Północnej wraz z objaśnieniami i reprodukcją rękopisów. Sugerował w niej, że wspomniana w sagach Winlandia mogła znajdować się na wybrzeżu Massachusetts i Rhode Island. W kolejnym roku Rafn został przyjęty do Amerykańskiego Stowarzyszenia Antykwariuszy.
Zmarł w 1864 roku w wieku 69 lat. Pochowany został na cmentarzu Assistens Kirkegård w Kopenhadze. Na jego grobie postawiono kamień runiczny dla upamiętnienia jego zasług dla filologii skandynawskiej.